# Anne Emery-Dumas
Pour les articles homonymes, voir Emery et Dumas.
Anne Emery-Dumas, née le 30 août 1959, est une femme politique française. Elle est élue sénatrice de la Nièvre lors d'une élection partielle en décembre 2012, sous l'étiquette du Parti socialiste, avant de rejoindre cinq ans plus tard La République en marche.

## Biographie
Ancienne directrice de cabinet du président du conseil général de la Nièvre, membre du Parti socialiste, Anne Emery-Dumas voit sa candidature pour les élections sénatoriales de 2011 invalidée en raison d'une loi empêchant les hauts fonctionnaires dans sa position de prétendre à concourir à un tel scrutin. Elle avait alors été élue pour la candidature lors d'une primaire socialiste en décembre 2010 avec 57,44 % des suffrages. 
Le sénateur socialiste sortant, Didier Boulaud, choisit alors de se représenter aux élections mais prévient qu'il démissionnerait au bout d'une année pour laisser à sa place à Emery-Dumas, laquelle avait depuis quitté son poste. Il rend publique sa démission en septembre 2012.
Anne Emery-Dumas est ensuite élue sénatrice de son département lors d'une élection partielle en 2012 avec 60,03 % des suffrages exprimés, contre 19,37 % à l'UMP avec Jacques Baudhuin, 13,46 % au FG avec Pascal Reuillard, 5,22 % au FN avec Valérie Renard et 1,92 % à la candidate de l'Alliance royale Chantal de Thoury. Elle l'emporte avec 437 voix sur 728 suffrages exprimés.
En décembre 2016, elle soutient la candidature d'Emmanuel Macron à l'élection présidentielle et son mouvement En marche, qu'elle intègre. Candidate à la réélection lors des sénatoriales de 2017, elle arrive en tête au premier tour, mais est battue au second, n'arrivant qu'en troisième position.

## Synthèse des mandats
- Conseillère municipale de Nevers (à partir de 1983)
- Conseillère municipale de Guérigny
- Sénatrice de la Nièvre (2012-2017)